# 경북테크노파크
경북테크노파크는 경북에 위치한 테크노파크이다. 경상북도 경산시 삼풍로 27에 위치하고 있다. 공공기관 / 공기업